# Veilchen-Polka
Veilchen-Polka, op. 132, är en polka av Johann Strauss den yngre. Den framfördes första gången den 1 maj 1853 i Wien.

## Historia
Polkan komponerades till en vårfest i danslokalen Zum Sperl, där den hade premiär den 1 maj 1853. Snart glömdes polkan bort och uppfördes alltmer sällan. 

## Om polkan
Speltiden är ca 2 minuter och 37 sekunder plus minus några sekunder beroende på dirigentens musikaliska tolkning.